# В-901
В-901 — мотовелосипед производства Харьковского велосипедного завода. Был первым мотовелосипедом (условно мопедом) серийного  производства в СССР, начало выпуска — 1958 год. 

## История создания
В 1955 году в ЦКТБ Харьковского велосипедного завода был разработан вспомогательный бензиновый веломотор Д-4, предназначенный для установки на дорожный мужской велосипед. Учитывая опыт эксплуатации велосипеда с двигателем Д-4, конструкторы завода начали работы по созданию специального мотовелосипеда ХВЗ В-901.  В процессе разработки его конструкции были учтены недостатки стандартного велосипеда, оснащенного веломотором.
Подобная легкая мототехника ранее в СССР не производилась. Прототипом для В-901 стал довоенный немецкий мотовелосипед с вспомогательным двигателем Wanderer. После Второй мировой войны оборудование, документация заводов по производству мототехники и велосипедов Wanderer Cheimniz, DKW и ряда других были вывезены из Германии в СССР, что стало толчком стремительного развития производства новой мотовелотехники.
Мотовелосипед В-901 стал первым советским «мопедом» (такого термина тогда еще не существовало). Его производство на ХВЗ продолжалось с 1958 по 1961 год одновременно с более совершенным мотовелосипедом модели В-902, который выпускался на Львовском велозаводе и продержался на конвейере до конца 1962 года. В-901 был единственным моторизованным велосипедом, производившимся на Харьковском велосипедном заводе.

## Технические особенности
Для мотовелосипеда была сконструирована заниженная рама велосипедного типа с характерным изгибом верхней трубы. На велосипедных колесах размером 26 дюймов были установлены увеличенные покрышки 26 × 2 (665 × 48 мм). Заднее колесо оснащалось тормозной втулкой типа «Тorpedo». Передняя вилка — велосипедного типа, колесо устанавливалось на специальных амортизаторах с торсионными пружинами. На раме над кареткой педалей устанавливался бензиновый велосипедный двигатель Д-4 мощностью 1 л. с. в стандартной комплектации. Цепь двигателя прикрывалась защитным щитком. Для регулировки натяжения цепи педалей на оси заднего колеса монтировался поворотный кронштейн с роликом (на первых моделях натяжение цепи педалей осуществлялось кареточным механизмом с двумя роликами путем «перелома» цепи. Впоследствии от такого метода натяжения цепи отказались из за сложности конструкции. Было принято решение установить более простой в производстве натяжитель, поворотный кронштеин с роликом).
Небольшой диаметр колес и низкое седло дали удобную посадку водителя и устойчивость на ходу. В-901 развивал скорость по хорошей дороге до 35 км/ч. На моделях, выпускавшихся с 1960 года, устанавливали дополнительный ручной тормоз заднего колеса клещевого типа и щиток цепи педалей. На трубе руля устанавливалась велосипедная фара, а на передней вилке монтировалась стандартная велосипедная динамомашинка. На заднем крыле устанавливался велосипедный круглый катафот из стекла рубинового цвета.
Все мотовелосипеды красились в чёрный цвет. Рама, крылья и колеса украшались линовками (тонкие линии, от нем. Linierung) красного и жёлтого цветов (встречались также белые и красные), на баке была заводская деколь веломотора Д-4. Обода колес устанавливались хромированные или крашеные, украшенные линовками. На заднем крыле наносилась цветная деколь (эмблема велозавода). На раме под трафарет (красная и бронзовая краска) наносились декоративные полоски и надпись «В-901». На рулевой колонке заклепками крепились латунная штампованная эмблема велозавода ХВЗ.
Техническая характеристика мотовелосипеда ХВЗ В-901:
- База велосипеда — 1128 мм
- Высота рамы (расстояние между центром каретки и верхней частью подседельной трубы) — 500 мм
- Втулка заднего колеса — тормозная типа Tоrpedo
- Размер шин — 559 × 48 (26 × 2)
- Двигатель — Д-4, двухтактный бензиновый, односкоростной, объёмом 45 куб. см, 1 л. с.
- Расход бензина — 1-1,2 литра на 100 км
- Емкость бака — 2,25 л
- Скорость — до 35 км / ч
- Вес велосипеда вместе с двигателем — 27 кг